# 聯邦資訊處理標準
聯邦資訊處理標準（英語：Federal Information Processing Standards，缩写）是美國聯邦政府制定給所有軍事機構除外的政府機構及政府的承包商所使用的公開標準。許多FIPS標準都是從廣泛的社會標準修改而來的（像ANSI，IEEE，ISO等等）。
有些FIPS標準是美國政府自行制定的，例如編碼資料的標準（像國家代碼），但是更多的標準其實是用來作為加密使用，例如資料加密標準（FIPS 46）和先進加密標準。
FIPS標準的一些例子：
- FIPS國家代碼（10-4）
- FIPS地區代碼（55-3）
- FIPS郡代碼（6-4）
- FIPS州代碼（5-2）

## 外部連結
- FIPS homepage